# Постау
Постау (њем. Postau) општина је у њемачкој савезној држави Баварска. Једно је од 35 општинских средишта округа Ландсхут. Према процјени из 2010. у општини је живјело 1.602 становника. Посједује регионалну шифру (AGS) 9274174.

## Географски и демографски подаци
Постау се налази у савезној држави Баварска у округу Ландсхут. Општина се налази на надморској висини од 388 метара. Површина општине износи 34,8 km². У самом мјесту је, према процјени из 2010. године, живјело 1.602 становника. Просјечна густина становништва износи 46 становника/km².